# Аптон, Сью
Сью Аптон (англ. Sue Upton; род. 9 ноября 1954 года, Лондон, Великобритания) — британская комедийная актриса, наиболее известная по многочисленным ролям в «Шоу Бенни Хилла».

## Образование и карьера
Параллельно с обучением в школе училась в театральной школе. Несмотря на то, что получила диплом учителя танцев, предпочла актёрскую карьеру.
По окончании школы начала карьеру танцовщицы и певицы кабаре, а также работала моделью. Была участницей женской танцевальной труппы Love Machine, принимавшей участие в трех выпусках «Шоу Бенни Хилла», став предшественниками «Ангелочков Хилла». Несмотря на то, что Аптон покинула труппу до её появления в шоу, её деятельность как танцовщицы привлекла внимание Хилла.
В 1976 году Сью Аптон прошла прослушивание в квартире Хилла и через некоторое время была принята на работу.
Бенни Хилл сказал о ней: «Сью действительно смешная. Найти красивых девушек, чтобы они были к тому же талантливыми и смешными, нелегко. И не все девушки-танцовщицы симпатичны. Некоторые из них выглядят, как я, переодетый в женскую одежду. Сью симпатичная и смешная».
Её дебют в «Шоу Бенни Хилла» состоялся 29 ноября 1977 года.
Едва ли не всю первую половину своего пребывания в «Шоу Бенни Хилла» она танцевала в труппе «Ангелочки Хилла» и играла в комедийных скетчах. В дальнейшем она оставила танцы, сделав упор на актёрстве. Одна из её знаменитых ролей — обладавшая фантастическими умениями «чудо-бабушка» в одноимённой пародии на фильмы о суперменах. Она также пародировала комика Стэна Лорела — его напарника, Оливера Харди, пародировал Бенни Хилл.
Кроме того, она занималась подбором новых девушек в труппу «Ангелочки Хилла».
За время её сотрудничества с Хиллом их отношения переросли из отношений работницы и работодателя в крепкую дружбу. Они были настолько влюблены друг в друга, что другим участникам шоу казалось, что при определённых обстоятельствах Сью Аптон «могла бы стать миссис Хилл». Бенни Хилл ежегодно посещал её дом, был в хороших отношениях с её мужем и детьми.
После того, как Бенни Хилл умер, она отошла от дел в шоу-бизнесе, хотя и появлялась в нескольких документальных фильмах, где рассказывала о Хилле и своем участии в его шоу.
Является активной участницей фонда «Комедийное наследие», занимающегося историей британской комедии и памятью о легендарных британских комиках.

## Фильмография

### Документальные фильмы (камео)
- Benny Hill: The World’s Favorite Clown (1991; в Британии фильм вышел под названием Benny Hill: Clown Imperial)
- Heroes of Comedy: Benny Hill (1998)
- The Lipstick Years (2000)
- Benny Hill: Laughter and Controversy (2001)
- The Unforgettable Benny Hill (2001)
- Who Got Benny’s Millions? (2002)
- Living Famously: Benny Hill (2003)
- Crumpet! A Very British Sex Symbol (2005)
- Is Benny Hill Still Funny? (2006)
- The Story of Light Entertainment: The Comics (2006)
- The Sound Of ITV: The Nation’s Favourite Theme Tunes (2015)
- When Comedy Goes Horribly Wrong (2018)

### Художественные фильмы
- Confessions From a Holiday Camp (1977) — Рин
- What’s Up Superdoc! (1978) — Марлен
- Fall Out For a Smoke (1979) — Воплощение Миловидности, танцующая девушка (Сью)[2]

## Телевидение

### Телефильмы
- Play for Today: Double Dare (выпуск от 6 апреля 1976 года) — девушка в коридоре
- The Boys and Mrs. B (1977) — Джеки
- The Tomorrow People (1973—1979, научно-фантастический сериал) — медсестра (серия с её участием, The Dirtiest Business — A Spy Dies, вышла в эфир 7 марта 1977 года)
- Play of the Month: The Ambassadors (выпуск от 13 марта 1977 года) — посетительница гостиничного ресторана
- Robin’s Nest (1977—1981, ситком) — девушка в аэропорту/монахиня в аэропорту
- The Upchat Line (ситком, серия с её участием вышла в эфир 26 сентября 1977 года) — гостья на танцевальной вечеринке
- Spatz (1990—1992, сериал для детей)

### Телепередачи
- The Benny Hill Show (1969—1989) — разные роли
- Benny Hill’s World Tour: New York! (1991) — разные роли[3]
- Rentaghost (1976—1984, комедийное шоу для детей) — покупательница в магазине овощей (выпуск от 8 марта 1977 года)
- The Dick Emery Show (1963—1981, скетч-шоу) — зрительница матча по крикету (выпуск от 3 мая 1978 года)
- The Generation Game (1971—1982, игровое шоу) — модель для причёсок (выпуск от 28 октября 1978 года)
- This Is Your Life (серия документальных телепередач) — камео (выпуск с Бобом Тоддом, вышел в эфир 15 февраля 1984 года)
- Снималась также в нескольких рекламных роликах.[2]

## Театральные работы
- Sinbad The Sailor (декабрь 1971-го—январь 1972 года, Theatre Royal, Норидж) — танцовщица
- Tommy Cooper Spring Spectacular (февраль-март 1972 года, New Oxford Theatre, Оксфорд) — танцовщица
- Kingdom Coming (май-июнь 1973 года, Round House Theatre, Лондон) — хористка
- The Benny Hill Tribute Show (1987, театр Линкольна, Нью-Йорк) — разные роли[2]

## Личная жизнь
- Муж — Роджер Уотлинг, музыкант.
- Дети — Луиза Уотлинг (названа в честь её подруги и коллеги по шоу Луизы Инглиш[3]) и Ричард Уотлинг. В детстве оба входили в труппу «Маленьких ангелочков Хилла» и снимались в скетчах. Так, например, как указано в книге Леонарда Хилла Saucy Boy, Луиза Уотлинг появилась в скетче The Halitosis Kid, когда ей было два года[4].
- Внуки — Уиллоу и Вуди (дочь и сын Ричарда)[5], Джордж (сын Луизы)[4].